# Koninklijke Harmonie Orpheus
Koninklijke Harmonie Orpheus is opgericht op 15 september 1864 te Tilburg en komt uit in de 1e divisie van de KNFM.
Het orkest bestaat uit ongeveer 60 muzikanten en staat onder leiding van Hardy Mertens. In 2012 heeft Orpheus tijdens het KNFM-Concertconcours in IJsselstein 92.50 punten behaald, wat voldoende is om in de concertafdeling van de KNFM uit te komen.